# Campionati europei di nuoto 2010 - 50 metri rana femminili
Le qualifiche per la semifinale si sono svolte la mattina del 14 agosto 2010, mentre la semifinale si è svolta la sera dello stesso giorno. La finale si è svolta la sera del 15 agosto 2010.

## Medaglie
| Posizione | Atleta           | Paese       |
| --------- | ---------------- | ----------- |
| Oro       | Julija Efimova   | Russia      |
| Argento   | Kate Haywood     | Regno Unito |
| Bronzo    | Jennie Johansson | Svezia      |

## Record
Prima della manifestazione il record del mondo (RM), il record europeo (EU) e il record dei campionati (RC) erano i seguenti.
| Record mondiale       | 29"80 | Jessica Hardy Stati Uniti | 7 agosto 2009 Federal Way, Stati Uniti |
| Record europeo        | 30"09 | Julija Efimova Russia     | 2 agosto 2009 Roma, Italia             |
| Record dei campionati | 31"08 | Janne Schaefer Germania   | 24 marzo 2008 Eindhoven, Paesi Bassi   |

Durante la competizione sono stati migliorati i seguenti record:
| Data      | Evento        | Atleta         | Nazione | Tempo | Record                |
| --------- | ------------- | -------------- | ------- | ----- | --------------------- |
| 14 agosto | 6ª batteria   | Julija Efimova | Russia  | 30"54 | Record dei campionati |
| 14 agosto | 2ª semifinale | Julija Efimova | Russia  | 30"32 | Record dei campionati |
| 15 agosto | Finale        | Julija Efimova | Russia  | 30"29 | Record dei campionati |

## Risultati batterie
| Pos. | Atleta                 | Nazionalità | Tempo       | Batteria    | Corsia      | Note                  |
| ---- | ---------------------- | ----------- | ----------- | ----------- | ----------- | --------------------- |
| 1    | Julija Efimova         | Russia      | 30.54       | 6           | 4           | Record dei campionati |
| 2    | Kate Haywood           | Regno Unito | 31.43       | 4           | 3           |                       |
| 3    | Moniek Nijhuis         | Paesi Bassi | 31.64       | 6           | 5           |                       |
| 4    | Caroline Ruhnau        | Germania    | 31.75       | 5           | 3           |                       |
| 5    | Kim Janssens           | Belgio      | 31.82       | 6           | 3           |                       |
| 6    | Jennie Johansson       | Svezia      | 31.83       | 4           | 4           |                       |
| 7    | Rebecca Ejdervik       | Svezia      | 31.88       | 5           | 2           |                       |
| 8    | Valentina Artemyeva    | Russia      | 31.90       | 4           | 5           |                       |
| 9    | Petra Chocová          | Rep. Ceca   | 31.95       | 4           | 7           |                       |
| 10   | Stephanie Spahn        | Svizzera    | 32.04       | 4           | 2           |                       |
| 11   | Rikke Møller Pedersen  | Danimarca   | 32.10       | 6           | 2           |                       |
| 12   | Katharina Stiberg      | Norvegia    | 32.17       | 6           | 1           |                       |
| 13   | Angeliki Exarchou      | Grecia      | 32.18       | 4           | 6           |                       |
| 14   | Krisztina Kovacs       | Ungheria    | 32.22       | 3           | 6           |                       |
| 15   | Helena Pikhartova      | Rep. Ceca   | 32.24       | 6           | 7           |                       |
| 16   | Rebecca Ajulubushell   | Regno Unito | 32.27       | 5           | 4           |                       |
| 17   | Jane Trepp             | Estonia     | 32.39       | 1           | 3           |                       |
| 18   | Michela Guzzetti       | Italia      | 32.46       | 6           | 6           |                       |
| 19   | Lysistrati Halkides    | Grecia      | 32.47       | 5           | 1           |                       |
| 20   | Paulina Zachoszcz      | Polonia     | 32.50       | 5           | 7           |                       |
| 21   | Katja Lehtonen         | Finlandia   | 32.97       | 4           | 8           |                       |
| 22   | Kristyna Kolarova      | Rep. Ceca   | 33.08       | 5           | 8           |                       |
| 23   | Zuzana Mimovicova      | Slovacchia  | 33.12       | 2           | 4           |                       |
| 24   | Buse Guenaydin         | Turchia     | 33.28       | 3           | 2           |                       |
| 25   | Anastasia Christoforou | Cipro       | 33.36       | 3           | 5           |                       |
| 26   | Cecilia Czifra         | Ungheria    | 33.64       | 1           | 4           |                       |
| 27   | Louise Jansen          | Danimarca   | 33.66       | 3           | 4           |                       |
| 28   | Agnieszka Ostrowska    | Polonia     | 33.79       | 3           | 7           |                       |
| 29   | Yuliya Banach          | Israele     | 33.97       | 3           | 1           |                       |
| 30   | Anastasia Chaun        | Russia      | 34.07       | 3           | 3           |                       |
| 31   | Anastasia Korotkov     | Israele     | 34.10       | 2           | 7           |                       |
| 32   | Jovana Bogdanovic      | Serbia      | 34.27       | 2           | 3           |                       |
| 33   | Borbala Boszormenyi    | Ungheria    | 34.50       | 2           | 6           |                       |
| 34   | Raminta Dvarishkyte    | Lituania    | 34.53       | 2           | 2           |                       |
| 35   | Karen Vapper           | Estonia     | 34.56       | 1           | 5           |                       |
| 36   | Judit Cseho            | Ungheria    | 34.64       | 2           | 5           |                       |
|      | Sara Nordenstam        | Norvegia    | non partita | non partita | non partita | non partita           |
|      | Chiara Boggiatto       | Italia      | non partita | non partita | non partita | non partita           |
|      | Dorothea Brandt        | Germania    | non partita | non partita | non partita | non partita           |
|      | Joline Höstman         | Svezia      | non partita | non partita | non partita | non partita           |

## Semifinali
| Pos. | Atleta                | Nazionalità | Batteria | Corsia | Tempo | Note                  |
| ---- | --------------------- | ----------- | -------- | ------ | ----- | --------------------- |
| 1    | Julija Efimova        | Russia      | 2        | 4      | 30.32 | Record dei campionati |
| 2    | Kate Haywood          | Regno Unito | 1        | 4      | 31.24 |                       |
| 3    | Moniek Nijhuis        | Paesi Bassi | 2        | 5      | 31.25 |                       |
| 4    | Jennie Johansson      | Svezia      | 1        | 3      | 31.40 |                       |
| 5    | Kim Janssens          | Belgio      | 2        | 3      | 31.55 |                       |
| 6    | Caroline Ruhnau       | Germania    | 1        | 5      | 31.63 |                       |
| 7    | Rebecca Ejdervik      | Svezia      | 2        | 6      | 31.77 |                       |
| 8    | Valentina Artemyeva   | Russia      | 1        | 6      | 31.81 |                       |
| 9    | Petra Chocová         | Rep. Ceca   | 2        | 2      | 31.84 |                       |
| 10   | Rebecca Ajulubushell  | Regno Unito | 1        | 8      | 31.91 |                       |
| 11   | Katharina Stiberg     | Norvegia    | 1        | 7      | 31.95 |                       |
| 11   | Helena Pikhartova     | Rep. Ceca   | 2        | 8      | 31.95 |                       |
| 13   | Rikke Møller Pedersen | Danimarca   | 2        | 7      | 31.98 |                       |
| 14   | Angeliki Exarchou     | Grecia      | 2        | 1      | 32.05 |                       |
| 15   | Stephanie Spahn       | Svizzera    | 1        | 2      | 32.11 |                       |
| 16   | Krisztina Kovacs      | Ungheria    | 1        | 1      | 32.24 |                       |

## Finale
| Pos. | Atleta              | Nazionalità | Corsia | Tempo | Note                  |
| ---- | ------------------- | ----------- | ------ | ----- | --------------------- |
|      | Julija Efimova      | Russia      | 4      | 30.29 | Record dei campionati |
|      | Kate Haywood        | Regno Unito | 5      | 31.12 |                       |
|      | Jennie Johansson    | Svezia      | 6      | 31.24 |                       |
| 4    | Moniek Nijhuis      | Paesi Bassi | 3      | 31.41 |                       |
| 5    | Kim Janssens        | Belgio      | 2      | 31.74 |                       |
| 6    | Caroline Ruhnau     | Germania    | 7      | 31.84 |                       |
| 7    | Valentina Artemyeva | Russia      | 8      | 31.93 |                       |
| 8    | Rebecca Ejdervik    | Svezia      | 1      | 32.18 |                       |